# Virginie Lachaume
Virginie Lachaume (Martigues, 21 de marzo de 1980) es una deportista francesa que compitió en halterofilia.
Ganó una medalla de bronce en el Campeonato Europeo de Halterofilia de 2006, en la categoría de 53 kg. Participó en los Juegos Olímpicos de Atenas 2004, ocupando el séptimo lugar en la misma categoría.

## Palmarés internacional
| Campeonato Europeo | Campeonato Europeo     | Campeonato Europeo | Campeonato Europeo |
| Año                | Lugar                  | Medalla            | Categoría          |
| ------------------ | ---------------------- | ------------------ | ------------------ |
| 2006               | Władysławowo (Polonia) | Medalla de bronce  | 53 kg              |